# The Natural History of Juan Fernandez and Easter Island
The Natural History of Juan Fernandez and Easter Island (abreviado Nat. Hist. Juan Fernandez) es un libro con ilustraciones y descripciones botánicas que fue escrito por el explorador sueco Carl Skottsberg. Se publicó entre 1920 y 1953 en tres volúmenes (Geología, Botánica y Zoología) con 6 partes, incluyendo 29 fascículos.

## Publicaciones
- part 1: 1920
- part 2: 1922
- part 3: 1924
- part 4: 1928
- part 5: 1943
- part 6: 1953